# Tattoo (album Rory’ego Gallaghera)
Tattoo – piąty solowy album Rory’ego Gallaghera, wydany w 1973 roku, do dzisiaj uznawany za jedno z jego najpopularniejszych dokonań.
Wydana w 2000 roku zremasterowana edycja płyty zawierała dwa dodatkowe utwory: „Tucson, Arizona” Douga Wraya i „Just a Little Bit” Gordona.

## Lista utworów
Wszystkie utwory napisane przez Gallaghera.
| 1. | Tattoo'd Lady                         | 4:34  |
|    |                                       |       |
| 2. | Cradle Rock                           | 6:15  |
|    |                                       |       |
| 3. | 20:20 Vision                          | 4:02  |
|    |                                       |       |
| 4. | They Don't Make Them Like You Anymore | 4:05  |
|    |                                       |       |
| 5. | Livin' Like A Trucker                 | 4:19  |
|    |                                       |       |
| 6. | Sleep On A Clothes Line               | 5:13  |
|    |                                       |       |
| 7. | Who's That Coming                     | 7:09  |
|    |                                       |       |
| 8. | A Million Miles Away                  | 6:55  |
|    |                                       |       |
| 9. | Admit It                              | 4:19  |
|    |                                       |       |
|    |                                       | 46:51 |
|    |                                       |       |

## Wykonawcy
- Rory Gallagher – wokal, gitary, harmonijka ustna
- Gerry McAvoy – gitara basowa
- Rod de'Ath – bębny, instrumenty perkusyjne
- Lou Martin – pianino